# Dermatite herpetiforme

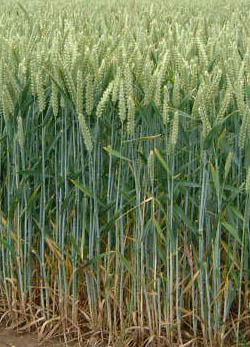
Trigo - a principal fonte de glúten

A Dermatite herpetiforme , ou doença de Duhring-Brocq, é uma doença cutânea crônica e benigna que se caracteriza por uma sensação de queimadura intensa e comichão.
Pode ser considerada uma variante da doença celíaca, onde o paciente apresenta lesões de pele pruriginosas apresentando também intolerância permanente ao glúten.

## Causas
Os fatores genéticos, o sistema imunológico e a sensibilidade ao glúten exercem um papel importante nesta doença. Porém a verdadeira causa ainda é desconhecida.

## Incidência
A dermatite herpetiforme atinge tanto mulheres quanto homens, na proporção de uma pessoa em cada 100.000. Ela é mais comum em brancos do que em negros e rara na população asiática. Ela inicia seu aparecimento com maior frequência no fim das segundas e quartas décadas de vida.

## Anomalias intestinais associadas
A biópsia do intestino delgado de um indivíduo portador da dermatite herpetiforme pode revelar alterações ou danos intestinais similares aos indivíduos atingidos pela doença celíaca (enteropatia ao glúten). Porém, estes danos e sintomas são geralmente menores nos portadores da dermatite herpetiforme que nos indivíduos portadores da doença celíaca. Os portadores de dermatite herpetiforme normalmente não apresentam distúrbios intestinais. Uma percentagem porém, sofre de diarreias, "barriga d’água", evacuação intensa ou câimbras intestinais. Caso os intestinos sejam fortemente atingidos, os indivíduos portadores da dermatite herpetiforme podem apresentar sinais de subnutrição.

## Outros sintomas associados
Encontra-se uma incidência cada vez maior de: anemias perniciosas (deficiência em vitamina B12) , doenças ligadas à tireoide, e linfomas intestinais.

## Medicamentos
Com o uso de sulfonas, em menos de 24 a 48 horas a sensação de queimadura diminui e as coceiras começam a desaparecer. O objetivo é de administrar a menor dose possível suscetível de controlar as coceiras e sensações de queimadura. Este medicamento não faz nenhum efeito sobre as anomalias intestinais.

## Histórico
Há milhares de anos, os povos verificaram que era possível semear a terra e obter colheitas de cereais diversos, entre eles o trigo, conhecido na fabricação de um dos mais antigo dos alimentos, o pão. A partir daí, o seu rendimento era tal, que lhes permitiu viverem no mesmo local sem a necessidade de andarem constantemente à procura de alimentos. Uma consequência desta descoberta, foi a civilização, e outra foi o risco de se ter a doença celíaca. No século II, um grego, Aretaeus da Capadócia descreveu doentes com um determinado tipo de diarreia, usando a palavra "koiliakos" (aqueles que sofrem do intestino). Tudo leva a crer que já naquela época ele se referia àquela doença que em 1888, Samuel Gee, um médico pesquisador inglês descreveu em detalhes, achando que as farinhas poderiam ser as causadoras da moléstia. Gee designou-a por "afecção celíaca", aproveitando o termo grego, e, em seus escritos previa com grande intuição que "... controlar a alimentação é parte principal do tratamento ... a ingestão de farináceos deve ser reduzida ... e se o doente pode ser curado, há de sê-lo através da dieta ...".

## Diagnóstico
O diagnóstico é feito por biópsia de pele retirada próxima de uma lesão.

## Sintomas típicos
Cada nova lesão é avermelhada, saliente, mede habitualmente menos de um centímetro de diâmetro e contém uma vesícula ou bolha. Porém, se a lesão for coçada, uma crosta aparecerá na sua superfície. Além disso, a sensação de queimadura ou picada é diferente de uma coceira comum e pode ser sentida de 8 a 12 horas antes do aparecimento da lesão.
Regiões afetadas: as regiões mais afetadas do corpo são os cotovelos, os joelhos, a nuca, o couro cabeludo, a parte superior das costas e as nádegas. O rosto e a borda dos cabelos podem também ser atingidos. O interior da boca é raramente afetado. As coceiras têm uma distribuição uniforme.

## Tratamento
Trata-se a doença com uso de medicamentos e de um regime alimentar.
Dieta isenta de glúten. A eliminação da ingestão do trigo, centeio, cevada, aveia e seus derivados, resulta em:
- Desaparecimento do ataque intestinal.
- Melhora da condição cutânea.
- Redução ou mesmo eliminação da necessidade de sulfonas para controle das erupções cutâneas.
- Diminuição do risco de câncer.
Porém, não há cura. Mais pesquisas serão necessárias antes de se poder responder a todas as questões sobre as causas da dermatite herpetiforme e do elo existente entre as anomalias cutâneas e intestinais.